# 투모로우보이
《투모로우보이》는 2016년 3월 28일부터 2016년 4월 11일까지 네이버 TV에서 공개된 웹드라마이다.

## 줄거리
어려운 역경 속에서도 희망을 잃지 않고 내일을 준비해 나가는 꽃미남 소년가장의 청춘 성장 로맨스 이야기

## 등장인물

### 주요 인물
- 차학연 : 안태평 역
- 강민아 : 조아라 역
- 유세형 : 김남수 역
- 문지인 : 서신영 역

### 안태평의 주변인물
- 문형주 : 태평의 할머니 역
- 백봉기 : 명수 역
- 박서윤 : 태은 역
- 오찬영 : 은호 역

### 특별출연
- 전인택 : 공방사장 역
- 김진근 : 카페사장 역
- 김명규 : 종도 역
- 김민상 : 일진 역
- 손산 : 스탭 역
- 김용진 : 감독 역
- 표민엽 : 민표 역
- 박충환 : 형사 역